# Passos (Cabeceiras de Basto)
Passos is een plaats (freguesia) in de Portugese gemeente Cabeceiras de Basto en telt 273 inwoners (2001).